# Olifante de Borradaile

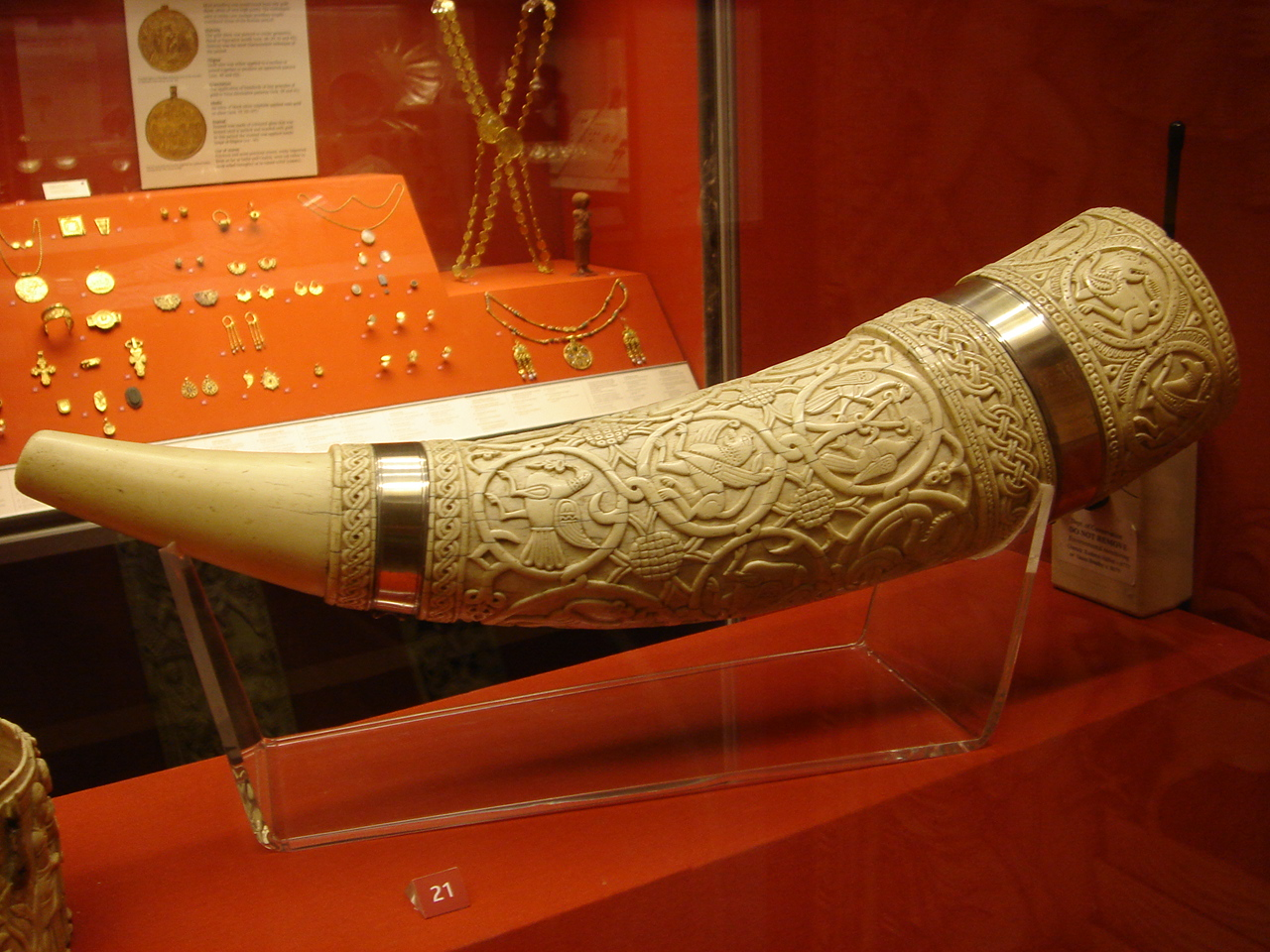
Olifante tallado en el sur de Italia (Imperio bizantino).

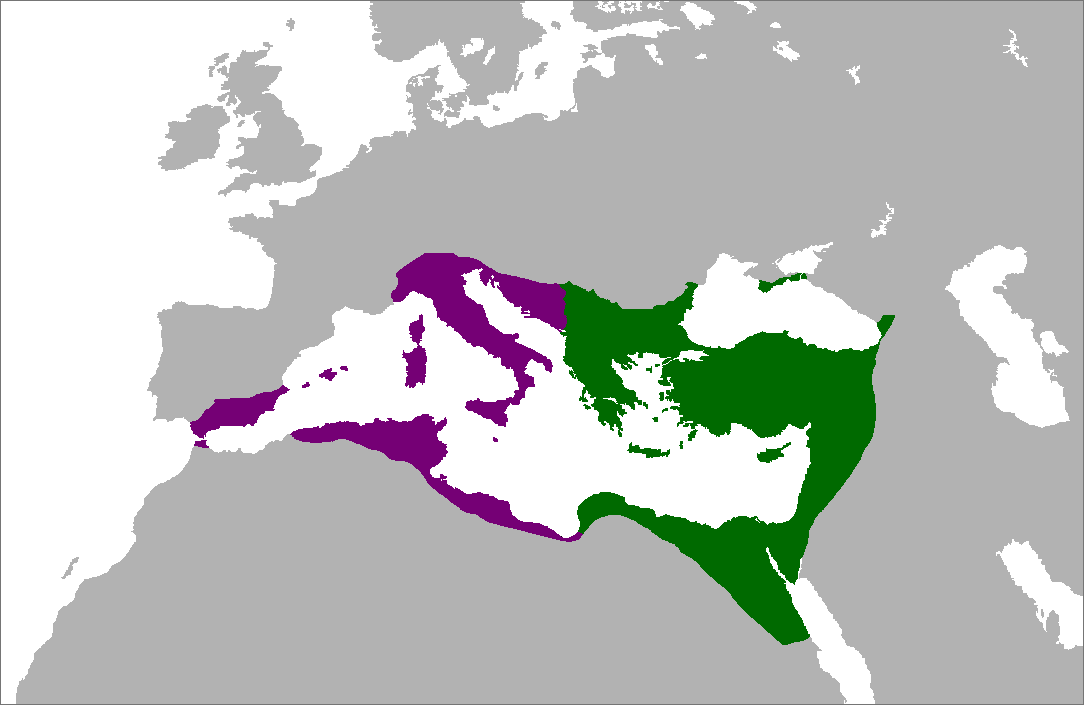
Mapa del Imperio bizantino en su máxima extensión, (reinado de Justiniano I); en morado los territorios reconquistados por Justiniano I.

El olifante de Borradaile es un instrumento de viento que data del siglo XII, elaborado en la época del Imperio bizantino, y que fue encontrado en el sur de Italia.
Los olifantes son instrumentos de viento tallados en un colmillo de elefante que utilizaban los caballeros durante la Edad Media haciéndolos sonar como señal de aviso. A menudo se denomina erróneamente "cuerno" a este instrumento.

## Características
- Material: marfil de elefante.
- Longitud: 54,880 cm
- Decoración: medallones que contienen grabados de grifos, águilas, leones, pavos reales y serpientes.
- El olifante, denota en su elaboración influencias del estilo árabe.